# Albula-vasút
A Thusis–St. Moritz-vasútvonal, vagy más néven az Albula-vasút (németül: Albulalinie; olaszul: Linea dell'Albula; románul: Lingia da l'Alvra) egy 61,7 km hosszúságú, 1000 mm-es nyomtávolságú egyvágányú vasútvonal Svájcban Graubünden kantonban az RhB kezelésében. A 697 m magasan fekvő Thusist (Hinterrhein) és az 1080 m magasan fekvő Filisurt köti össze az 1774 m magasan fekvő Engadinban található St. Moritz gyógyfürdővel.
Építése 1898 szeptemberében kezdődött, az első szakasza 1903. július elsején nyílt meg, a St. Moritzig tartó meghosszabbítás pedig 1904. július 10-én kezdte meg működését. Folytatása St. Moritzig 1904. július 10-ére készült el. Később 11 kV 16,7 Hz váltakozó árammal villamosították.
55 hídjával és 39 alagútjával a világ egyik leglátványosabb keskeny nyomtávú vasútja.
2008. július 7-én a vasútvonal a Berninabahn vasútvonallal együtt felkerült az UNESCO világörökségei listára.
Az Albula vasúton közlekedő legismertebb vonatok a Glacier Express és a Bernina Express.

## Útvonal
Az Albula-vonal Thusisban kezdődik, ahol csatlakozik az 1896-ban épült Landquart-Thusis-vasútvonalhoz, és folytatja annak kilométerjelzéseit. Thusis állomás mögött a vonal keresztezi a Hinterrhein és az A13-as autópályát, majd belép a Schin-szurdokba, ahol számos hídon és alagúton halad át. A Solis állomás után, a Thusistól nyolc kilométerre található, 89 méter magas Solis viadukton kel át először az Albula. Ez a legmagasabb híd az RhB vasúthálózatán és a legnagyobb fesztávolságú viadukt az Albula-vasútvonalon.
Tiefencastel és Filisur között a vonal a 35 méter magas és 137 méter hosszú Schmittentobel-viadukton halad át, amíg el nem éri a 65 méter magas Landwasserviaduktot Filisur előtt. A sín mindössze egy 100 méter sugarú körívben fut, és közvetlenül a szemközti sziklafal egyik alagútjába vezet.
Filisur állomáson a Davos Platzról érkező betétvonal csatlakozik az Albula vasútvonalhoz. Filisur és Bergün között a vonal 292 métert emelkedik, és áthalad az első spirálalagúton. Bergün és Preda között következik az Albula-vasút műszakilag legnehezebb szakasza: a Bergün és Preda közötti 417 méteres magasságkülönbség leküzdése érdekében - légvonalban mindössze 6,5 kilométerrel - anélkül, hogy túl nagy emelkedőket vagy sugarakat kényszerítenének ki, a vonalat mesterséges építményekkel tizenkét kilométerre hosszabbították meg. Ezt három spirális alagút, két spirális alagút[pontosabban?] és négy, a völgyet átszelő viadukt segítségével valósították meg. Közvetlenül Bergün állomás elhagyása után a vonal ismét 35 ezrelékkel emelkedik. A fent említett mesterséges szerkezetek miatt a vonal többször keresztezi önmagát. A Preda-Bergün szakaszt egy vasúti élményösvény is közelebb hozza a vasút iránt érdeklődő közönséghez.
A Preda melletti Naz falucskánál a vonal egy rövid fennsíkon halad, ahol az 1990-es évek vége óta létezik egy körülbelül egy kilométer hosszú kétvágányú szakasz. Közvetlenül Preda állomás után, amely 1789 méteres tengerszint feletti magasságával az Albula vasútvonal legmagasabb állomása, található az Albula alagút északi kapuja. Miután áthaladt rajta és Spinas állomáson, a vonal a Bever-völgyben 32 ezrelékes emelkedőn keresztül eléri a Felső-Engadint a Bever-völgyben. Itt csatlakozik a Scuol-Taraspból induló Engadin vonal. Samedan állomáson a vonal Pontresina felé ágazik el, ahol találkozik a Tiranóba tartó Bernina vonallal. Az Albula vonal Celerinán keresztül St. Moritzba, a végállomásra vezet.
Az eredeti terv szerint a vonalat a Maloja-hágón át Olaszországba kellett volna meghosszabbítani, ahol csatlakozott volna a Colico–Chiavenna-vasútvonalhoz. A St. Moritz állomást ezért átmenő állomásként tervezték. Míg a svájci oldalon már előrehaladott terveket készítettek a Bergellen átvezető vonalra vonatkozóan, addig az olasz oldalon a Castasegna-i határtól kezdve csak homályos szándéknyilatkozatok voltak. Az első világháború és az azt követő gazdasági recesszió megakadályozta a projektet. Ma egy határon átnyúló postabuszjárat közlekedik ezen az útvonalon.

## Története
1890-ig Svájc délkeleti részét rendkívül rosszul szolgálta ki a vasút. Az alpesi tranzitforgalmat a Gotthárd-vasútvonal vonzotta, így a transzkontinentális vasútvonal építése Graubündenben gazdaságilag nem tűnt életképesnek. Csak a Landquart-Davos-Bahn (LD) sikere hozott fordulatot. Az LD 1895-ben a nevét Rhétai Vasútra (RhB) változtatta. Két évvel később Graubünden lakossága népszavazáson döntött arról, hogy az RhB állami tulajdonba kerüljön. Ez a két változás megfelelő feltételeket teremtett a további RhB-vonalak gyors megépítéséhez, amelyek célja a kanton nagy részeinek hozzáférhetővé tétele volt.
Willem-Jan Holsboer davosi szállodatulajdonos 1890-ben javasolta, hogy építsenek vasúti összeköttetést Churból Davoson keresztül, a Scaletta-hágó alatti alagúton át St. Moritzba, majd onnan a Maloja-hágón át az olaszországi Chiavennába. Holsboer később kénytelen volt lemondani a Scalettabahn tervéről, és az Albula-alagúton keresztül vezető útvonalat választotta. 1895-ben Adolf Guyer-Zeller, a zürichi vasút úttörője egy Engadin-Keleti Vasút ötletét terjesztette elő, amely Churt Thusison és Engadinon keresztül, a Fuorn-hágón át a Vinschgauval és Trieszttel kötötte volna össze. Zeller ezt a javasolt útvonalat normál nyomtávú vonalnak tervezte. Az Albula-Alpok alatt egy 12 km hosszú alagúton keresztül vezetett volna a Val Tisch torkolatától a Bever alatti Inn-völgyig. Mint az Ofenbergbahn, az Engadin-Orient-vasút is átvágott volna egy összeköttetést a Müstair-völgybe. A berni szövetségi gyűlés csak 1898. június 30-án döntött végül az Albula vasút megépítéséről. A szövetségi gyűlés ezzel egy másik normál nyomtávú tranzitvasút és a Julier-hágón átvezető, hasonlóan tervezett vasútvonal ellen is döntött.
1896-ban Graubündenben mindössze 20 km normál nyomtávú vasútvonal volt - és 90 km keskeny nyomtávú vasútvonal. (Egyébként a normál nyomtávú vasútvonal hossza a mai napig változatlan maradt, eltekintve egy új ipari mellékvonal építésétől Chur és Domat / Ems között). Elsőbbséget kapott a St Moritz-i gyógyfürdővel való vasúti összeköttetés megépítése, amely akkoriban 14 órás postakocsis utazás volt Churtól, a normál nyomtávú vonal végállomásától.
Miután Churból elérték Thusist, 1898. október 15-én megkezdődött az Albula vasút építése. A jó tíz évvel később megnyitott Bernina-vasúttal ellentétben, amely a kezdetektől fogva teljesen villamosított formában üzemelt, az Albula-vasút a megalakulásakor még gőzvasút volt. Ráadásul (és ismét a Bernina vasúttal ellentétben) a vasút célja az volt, hogy általánosan használható legyen, különösen az áruszállításra. Mivel az akkori gőzmozdonyok még nem voltak különösebben erősek, és a lehető legnagyobb sebesség lehetővé tétele érdekében a maximális emelkedőket 3,5%-ra korlátozták, és a minimális ívsugarat is nagyvonalúan határozták meg. Így az Albula vasút a hatékonyság maximalizálása érdekében nem tesztelte a tapadóvasút műszaki határait. Egy ilyen építészeti stílus azonban sokféle műszaki szerkezetet igényelt. Így például a viaduktok kizárólag szilárd szerkezetűek voltak. Különösen problematikus volt a Bergün/Bravuogn és Preda közötti völgy felemelkedése, ahol légvonalban 5 km távolságban több mint 400 m magasságkülönbséget kellett leküzdeni. A maximális emelkedési paraméterek betartása érdekében a projektfelügyelő, Friedrich Hennings egy bonyolult vonalvezetést dolgozott ki, amely 12 km-rel meghosszabbította a vonal kialakítását. Két íves alagút, három spirális alagút és számos híd oldotta meg a mérnöki problémát, a pályát úgy tekerve, mint egy csavar menetét. A vonal ezen szakaszán különösen a 660 m hosszú Rugnux spirálalagutak építése okozott gondot, mert a 4 °C-os hideg hegyi víz akadályozta a munkások tevékenységét.
Predán túl a vonal központi eleme, az 5866 m hosszú Albula-alagút, amely az Albula-hágótól néhány kilométerre nyugatra a Rajna és a Duna közötti vízválasztó alatt halad át. A tengerszint feletti maximális magasságával, amely 1820 m, az alagút a Furka-alagút után a második legmagasabb alpesi alagút Svájcban. Az alagút létrehozását a kiáramló víz okozta szokatlan problémák nehezítették, amelyek az építtető csődjéhez vezettek. Az Albula-alagút építésében összesen 1316 ember vett részt. Összesen 16 halálos baleset történt a munkásokat érintően. 1902. május 29-én 03:00 órakor a két oldalról fúrt alagút összekötése megtörtént, az északi portáltól 3030,5 m-re, a déli portáltól 2835 m-re.
1903. július 1-jén ünnepelhették a Thusis és Celerina közötti szakasz megnyitását. Mivel az RhB és a St. Moritz-i önkormányzat még nem jutott megállapodásra a St. Moritz-i állomás helyéről, a fennmaradó 3 km hosszúságú szakasz felavatását 1904. július 10-re kellett halasztani.
Az első világháború alatti szénhiány arra késztette az RhB-t, hogy megbirkózzon a villamosítás feladatával. 1919. április 20-án a vonal első villamosított szakaszát, a Bever és Filisur közötti összeköttetést az Engadin vonalán használt 11 kV-os, 16 2/3 Hz-es váltóáramú rendszerrel látták el. A Thusisig tartó meghosszabbítás 1919. október 15-én következett.
1930 óta a Glacier Express az Albula-vasútvonalát követi. A Bernina Express a második világháború után került hozzá. Mindkét vonat azóta is az RhB legendás hírnevének élharcosaként működik a világ minden tájáról érkező vasútrajongók körében.
Amióta a vonalat 1969-ben blokkbiztosítási rendszerrel szerelték fel, a vonatforgalom távfelügyelete a vonal legtöbb állomásán lehetővé vált. 2005-ben a Landquartban található vasúti ellenőrző központ vette át a Filisurban lévő távfelügyeleti állomás korábbi feladatait.
A Bever alállomást 1973-ban korszerűsítették. Az állomásokon lévő vágányokat többször is meghosszabbították, így azok több mint 260 m hosszúak lettek, ami egy 13 kocsis gyorsvonatnak felel meg. Az 1990-es évek vége óta az RhB három rövid kétvágányú szakaszt épített ki - Thusisnál, Filisurnál és Preda alatt -, hogy az óránkénti vonatátkelések zökkenőmentesebbé váljanak. A vonal többi része változatlanul egyvágányú, és nagyrészt még mindig az eredeti, 1904-es kialakítású.
2022-ben az üzemeltető új világrekordot állított fel a leghosszabb személyvonat tekintetében, amikor 100 kocsi alkotott egy 1,9 km hosszú vonatot, amely 25 km-es távolságot tett meg.